# Sempervivum carpathicum
Sempervivum carpathicum là một loài thực vật có hoa trong họ Crassulaceae. Loài này được Wettst. ex Prodán miêu tả khoa học đầu tiên năm 1923.